# Jan Zaremba z Kalinowy (zm. ok. 1590)
Jan Zaremba z Kalinowy herbu własnego (zm. ok. 1590 roku) – dworzanin królewski i sekretarz królewski w 1565 roku.
Studiował na Uniwersytecie Albrechta w Królewcu w 1547 roku.
Poseł na sejm piotrkowski 1565 roku z województwa kaliskiego.
Zobacz też: 
- Jan Zaremba z Kalinowy (wojewoda)